# St. Bernward (Everode)

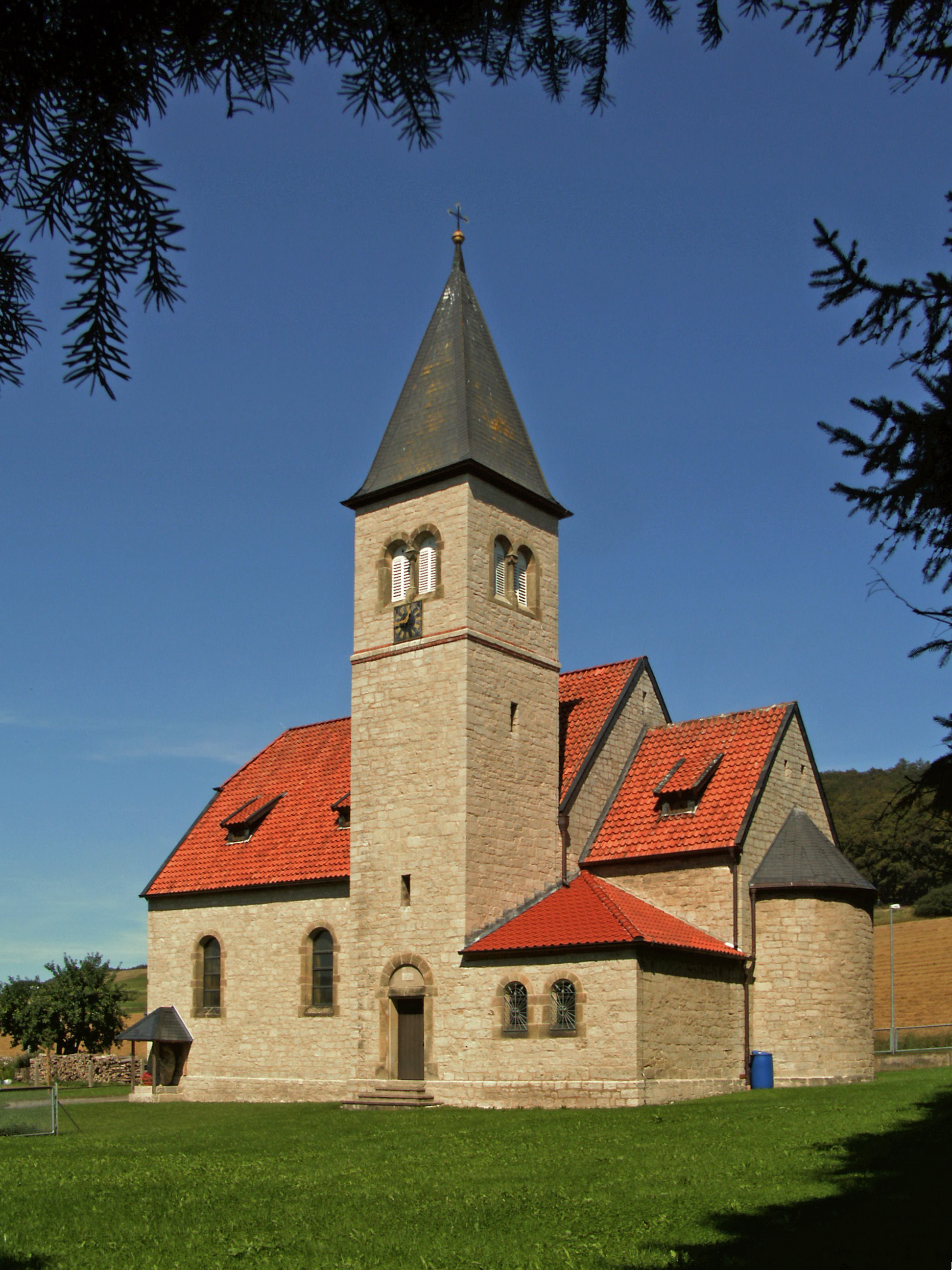
Everode, St.-Bernward-Kapelle

St. Bernward ist die katholische Kapelle in Everode, einem Ortsteil der Gemeinde Freden (Leine) im Landkreis Hildesheim in Niedersachsen. Sie ist nach dem heiligen Bernward von Hildesheim benannt und befindet sich am Nordrand der Ortschaft, zwischen St.-Bernward-Weg und Koppelweg. Die Kapelle gehört zur Pfarrgemeinde St. Marien mit Sitz in Alfeld, im Dekanat Alfeld-Detfurth des Bistums Hildesheim.

## Geschichte
Nachdem die Kirche in Everode durch die Reformation evangelisch geworden war, wurde bereits 1694 im Hause des Försters eine katholische Kapelle eingerichtet. Etwa hundert Jahre später wurde diese Kapelle wegen Baufälligkeit wieder abgerissen.
Erst 1908 bekam Everode wieder ein katholisches Gotteshaus. Am 25. Oktober 1908 erfolgte die Konsekration der heutigen, in rund 165 Meter Höhe über dem Meeresspiegel gelegenen St.-Bernward-Kapelle durch Bischof Adolf Bertram.
Seit dem 1. Dezember 2002 gehört die Kapelle zum damals neu gegründeten Dekanat Alfeld-Detfurth, zuvor gehörte sie zum Dekanat Alfeld-Gronau. Seit dem 1. November 2006 gehört die Kapelle zur Pfarrgemeinde St. Marien in Alfeld, zuvor gehörte sie zur Pfarrgemeinde Mariä Geburt im Nachbarort Winzenburg.